# Mario Castellani
Pour les articles homonymes, voir Castellani.
Mario Castellani, né le 24 novembre 1906 à Rome et mort dans la même ville le 25 avril 1978, est un acteur italien.

## Filmographie partielle
- 1948 : Totò au Tour d'Italie (Totò al giro d'Italia) de Mario Mattoli
- 1948 : Arènes en folie (Fifa e arena) de Mario Mattoli
- 1949 : Totò le Moko de Carlo Ludovico Bragaglia
- 1950 : Totò Tarzan de Mario Mattoli
- 1950 : Les Six Femmes de Barbe Bleue (Le sei mogli di Barbablù) de Carlo Ludovico Bragaglia
- 1951 : Gendarmes et Voleurs (Guardie e ladri), de Mario Monicelli et Steno
- 1951 : Le Mousquetaire fantôme (La paura fa 90), de Giorgio Simonelli
- 1952 : Cinque poveri in automobile de Mario Mattoli
- 1955 : Totò e Carolina de Mario Monicelli
- 1956 : Nos plus belles années (I giorni più belli), de Mario Mattoli : l'ingénieur de la banque
- 1956 : Totò, Peppino et les Hors-la-loi (Totò, Peppino e i fuorilegge) de Camillo Mastrocinque
- 1960 : Je cherche une maman (Appuntamento a Ischia)  de Mario Mattoli
- 1960 : Chi si ferma è perduto, de Sergio Corbucci : Pasquetti
- 1960 : Ces sacrées Romaines (I baccanali di Tiberio) de Giorgio Simonelli
- 1961 : Totò, Peppino et la Douceur de vivre (Totò, Peppino e... la dolce vita) de Sergio Corbucci : Le Président
- 1961 : Les Deux Brigadiers (I due marescialli), de Sergio Corbucci : Le voleur qui se confesse (non crédité)
- 1962 : L'Amnésique de Collegno (Lo smemorato di Collegno), de Sergio Corbucci : Giorgio Ballarini
- 1962 : Le Religieux de Monza (Il monaco di Monza), de Sergio Corbucci : : Le notable avec deux chaussures droites
- 1963 : Il comandante de Paolo Heusch
- 1963 : Gli onorevoli, de Sergio Corbucci : Secrétaire
- 1963 : Les Motorisées (Le motorizzate), de Marino Girolami : Segment Il Vigile Ignoto
- 1965 : Deux Lurons sur la barricade (I figli del leopardo) de Sergio Corbucci